# مسابقات جهانی ژیمناستیک هنری ۱۹۸۹
مسابقات جهانی ژیمناستیک هنری ۱۹۸۹ بیست و پنجمین دوره مسابقات جهانی ژیمناستیک هنری است که در اشتوتگارت، آلمان غربی از ۱۴ تا ۲۲ اکتبر ۱۹۸۹ میلادی برگزار شده است.

## جدول مدال‌ها
| رتبه | کشور                | طلا | نقره | برنز | مجموع |
| ۱    | اتحاد جماهیر شوروی  | ۹   | ۵    | ۴    | ۱۸    |
| ۲    | رومانی              | ۳   | ۲    | ۲    | ۷     |
| ۳    | چین                 | ۳   | ۰    | ۵    | ۸     |
| ۴    | آلمان شرقی          | ۱   | ۴    | ۱    | ۶     |
| ۵    | آلمان غربی          | ۱   | ۰    | ۰    | ۱     |
| ۶    | ایالات متحده آمریکا | ۰   | ۱    | ۰    | ۱     |
| ۷=   | ایتالیا             | ۰   | ۰    | ۱    | ۱     |
| ۷=   | ژاپن                | ۰   | ۰    | ۱    | ۱     |